# Zapotal 3.ª Sección
Zapotal 3.ª Sección es una localidad del municipio de Reforma ubicado en el noroeste del estado mexicano de Chiapas.

## Geografía
La localidad de Zapotal 3.ª Sección se sitúa en las coordenadas geográficas 17°51′25″N 93°15′17″O / 17.856944, -93.254722, a una elevación de 23 metros sobre el nivel del mar.

## Demografía
Según el Conteo de Población y Vivienda 2020, efectuado por el Instituto Nacional de Estadística y Geografía, la localidad de Zapotal 3.ª Sección tiene 99 habitantes, de los cuales 44 son del sexo masculino y 55 del sexo femenino. Su tasa de fecundidad es de 3.15 hijos por mujer y tiene 25 viviendas particulares habitadas.
| Gráfica de evolución demográfica de Zapotal 3.ª Sección entre 2005 y 2020 |
|                                                                           |
| INEGI.                                                                    |